# Liga a IV-a Sibiu
Liga a IV-a Sibiu este principala competiție fotbalistică din județul Sibiu, organizată de Asociația Județeană de Fotbal (AJF) Sibiu, situată în al patrulea eșalon al sistemului de ligi al fotbalului românesc.
Competiția este disputată de un număr variabil de echipe, în funcție de numărul echipelor retrogradate din Liga a III-a, al celor promovate din Liga a V-a Sibiu, precum și al echipelor care se retrag sau se înscriu în competiție. Campioana poate sau nu să promoveze în Liga a III-a, în funcție de rezultatul barajului de promovare disputat împotriva campioanei dintr-o serie județeană vecină.

## Istoric
În 1968, în urma noii reorganizări administrative și teritoriale a țării, fiecare județ a înființat propriul campionat de fotbal, integrând echipele din fostele campionate regionale, precum și echipele care concurau anterior în competițiile orășenești și raionale. Proaspăt înființatul Campionat Județean Sibiu a fost pus sub autoritatea nou-înființatului Consiliu Județean pentru Educație Fizică și Sport (CJEFS) Sibiu.
De atunci, structura și organizarea Ligii a IV-a Sibiu, la fel ca în cazul multor alte campionate județene, au suferit numeroase schimbări. Între 1968 și 1992, principala competiție județeană a fost cunoscută sub numele de Campionatul Județean. Între 1992 și 1997, a fost redenumită Divizia C – Faza Județeană, apoi Divizia D, începând cu anul 1997, iar din 2006 este cunoscută ca Liga a IV-a.

## Lista campioanelor

### Campionatul Districtual Sibiu
| Ed. | Sezon   | Campioană    |
| --- | ------- | ------------ |
| 2   | 1923–24 | Șoimii Sibiu |
| 3   | 1924–25 | Șoimii Sibiu |
| 4   | 1925–26 | SG Sibiu     |
| 5   | 1926–27 | SG Sibiu     |
| 6   | 1927–28 | Șoimii Sibiu |
| 7   | 1928–29 | Șoimii Sibiu |
| 8   | 1929–30 | SG Sibiu     |
| 9   | 1930–31 | SG Sibiu     |
| 10  | 1931–32 | Șoimii Sibiu |

### Campionatul Regional Sibiu
| Ed. | Sezon | Campioană       |
| --- | ----- | --------------- |
| 11  | 1951  | Metalul Făgăraș |
| 12  | 1952  | Avântul Sebeș   |

### Campionatul Județean Sibiu
| Ed.                  | Sezon                | Campioană            |
| Campionatul Județean | Campionatul Județean | Campionatul Județean |
| -------------------- | -------------------- | -------------------- |
| 1                    | 1968–69              | Independența Sibiu   |
| 2                    | 1969–70              | Progresul Sibiu      |
| 3                    | 1970–71              | UPA Sibiu            |
| 4                    | 1971–72              | Textila Cisnădie     |
| 5                    | 1972–73              | Carpați Mârșa        |
| 6                    | 1973–74              | Inter Sibiu          |
| 7                    | 1974–75              | IMIX Agnita          |
| 8                    | 1975–76              | Automecanica Mediaș  |
| 9                    | 1976–77              | Carpați Mârșa        |
| 10                   | 1977–78              | Construcții Sibiu    |
| 11                   | 1978–79              | Vitrometan Mediaș    |
| 12                   | 1979–80              | Textila Cisnădie     |
| 13                   | 1980–81              | Inter Sibiu          |
| 14                   | 1981–82              | Inter Sibiu          |
| 15                   | 1982–83              | Unirea Ocna Sibiului |
| 16                   | 1983–84              | Construcții Sibiu    |
| 17                   | 1984–85              | CSU Mecanica Sibiu   |
| 18                   | 1985–86              | Automecanica Mediaș  |
| 19                   | 1986–87              | Textila Cisnădie     |
| 20                   | 1987–88              | Carpați Agnita       |
| 21                   | 1988–89              | Metalul Voința Sibiu |
| 22                   | 1989–90              | Automecanica Mediaș  |
| 23                   | 1990–91              | CSU Hidrocon Sibiu   |
| 24                   | 1991–92              | Textila Cisnădie     |

| Ed.                        | Sezon                      | Campioană                  |
| Divizia C – Faza Județeană | Divizia C – Faza Județeană | Divizia C – Faza Județeană |
| -------------------------- | -------------------------- | -------------------------- |
| 25                         | 1992–93                    | Textila Cisnădie           |
| 26                         | 1993–94                    | Șoimii Compa Sibiu         |
| 27                         | 1994–95                    | Șoimii Compa Sibiu         |
| 28                         | 1995–96                    | Mecanica Mârșa             |
| 29                         | 1996–97                    | Sparta Mediaș              |
| Divizia D                  |                            |                            |
| 30                         | 1997–98                    | Record Mediaș              |
| 31                         | 1998–99                    | CSU Mecanica Sibiu         |
| 32                         | 1999–00                    | Carpați Mecanica Mârșa     |
| 33                         | 2000–01                    | Carpați Mecanica Mârșa     |
| 34                         | 2001–02                    | Textila Cisnădie           |
| 35                         | 2002–03                    | Universitatea Sopo Sibiu   |
| 36                         | 2003–04                    | Sparta Mediaș              |
| 37                         | 2004–05                    | FC Sibiu II                |
| 38                         | 2005–06                    | Atletic Sibiu              |
| Liga a IV-a                |                            |                            |
| 39                         | 2006–07                    | AS Cisnădie                |
| 40                         | 2007–08                    | Interstar Sibiu            |
| 41                         | 2008–09                    | CSU Voința Sibiu           |
| 42                         | 2009–10                    | CSU Voința Sibiu II        |
| 43                         | 2010–11                    | Sevișul Șelimbăr           |
| 44                         | 2011–12                    | Sevișul Șelimbăr           |
| 45                         | 2012–13                    | FC Avrig                   |
| 46                         | 2013–14                    | Măgura Cisnădie            |

| Ed. | Sezon   | Campioană         |
| --- | ------- | ----------------- |
| 47  | 2014–15 | Măgura Cisnădie   |
| 48  | 2015–16 | FC Hermannstadt   |
| 49  | 2016–17 | FC Avrig          |
| 50  | 2017–18 | Păltiniș Rășinari |
| 51  | 2018–19 | Viitorul Șelimbăr |
| 52  | 2019–20 | Măgura Cisnădie   |
| 53  | 2020–21 | FC Avrig          |
| 54  | 2021–22 | Inter Sibiu       |
| 55  | 2022–23 | ACS Mediaș 2022   |
| 56  | 2023–24 | Păltiniș Rășinari |
| 57  | 2024–25 | Inter Sibiu       |